# Amstel Gold Race 1994
La 29e édition de la course cycliste, l'Amstel Gold Race a eu lieu le 23 avril 1994 et a été remportée par le Belge Johan Museeuw.

## Classement final
| Pos. | Coureur            | Pays     | Équipe           | Temps           |
| ---- | ------------------ | -------- | ---------------- | --------------- |
| 1    | Johan Museeuw      | Belgique | GB-MG Maglificio | 6 h 42 min 34 s |
| 2    | Bruno Cenghialta   | Italie   | Gewiss-Ballan    | + 0 s           |
| 3    | Marco Saligari     | Italie   | GB-MG Maglificio | + 7 s           |
| 4    | Alberto Volpi      | Italie   | Gewiss-Ballan    | + 7 s           |
| 5    | Davide Rebellin    | Italie   | GB-MG Maglificio | + 7 s           |
| 6    | Steven Rooks       | Pays-Bas | TVM              | + 7 s           |
| 7    | Claudio Chiappucci | Italie   | Carrera Jeans    | + 7 s           |
| 8    | Gérard Rué         | France   | Banesto          | + 7 s           |
| 9    | Richard Virenque   | France   | Festina-Lotus    | + 7 s           |
| 10   | Didier Rous        | France   | Gan              | + 7 s           |